# Calamity Anne's Parcel Post
Calamity Anne's Parcel Post è un cortometraggio muto del 1913. Il nome del regista non viene riportato nei credit del film.

## Produzione
Il film fu prodotto dall'American Film Manufacturing Company.
Fa parte di una serie di dodici cortometraggi di genere western dedicati al personaggio di Calamity Anne, interpretata da Louise Lester.

## Distribuzione
Distribuito dalla Mutual Film, il film - un cortometraggio in una bobina - uscì nelle sale cinematografiche USA il 22 maggio 1913. Il 23 febbraio 1917 ne uscì una riedizione con il titolo Calamity Anne's New Job.